# Урмантауский сельсовет
Урмантауский сельсове́т — упразднённая в 2008 году административно-территориальная единица и сельское поселение (тип муниципального образования) в составе Салаватского района. Почтовый индекс — 452494. Код ОКАТО — 80247870000. Код ИФНС — 0220. Согласно Закону Республики Башкортостан «О границах, статусе и административных центрах муниципальных образований в Республике Башкортостан» от 16 декабря 2004 года имел статус сельского поселения.
В 2008 году Урмантауский сельсовет объединён с сельским поселением Таймеевский сельсовет.

## Состав сельсовета
село Урмантау — административный центр, деревни Ташаулово, Устьатавка (приложение 42п);;

## История
Закон Республики Башкортостан от 19.11.2008 N 49-з «Об изменениях в административно-территориальном устройстве Республики Башкортостан в связи с объединением отдельных сельсоветов и передачей населённых пунктов» гласил:

 "Внести следующие изменения в административно-территориальное устройство Республики Башкортостан:

38) по Салаватскому району:

объединить Таймеевский и Урмантауский сельсоветы с сохранением наименования «Таймеевский» с административным центром в селе Таймеево.

Включить село Урмантау, деревни Ташаулово, Устьатавка Урмантауского сельсовета в состав Таймеевского сельсовета.

Утвердить границы Таймеевского сельсовета согласно представленной схематической карте.

Исключить из учетных данных Урмантауский сельсовет;

## Географическое положение
На 2008 год граничил с Дуванским районом, муниципальным образованием Таймеевский сельсовет («Закон Республики Башкортостан от 17.12.2004 N 126-з „О границах, статусе и административных центрах муниципальных образований в Республике Башкортостан“»).